# کاخ ه
کاخ ه یا کاخ H (به کاخ اردشیر یکم نیز مشهور است) یکی از کاخ‌های تخت جمشید است که در جنوب‌غربی تخت‌گاه و در غرب کاخ هدیش قرار گرفته‌است. پلکان منقوشی که از دو جانب به این کاخ راهبر است، اکنون حالتی نیمه ویران دارد. پلکان اصلی به گواهی قطعه مکتوبی که از آن به جای مانده، به بنایی تعلق دارد که خشایارشا آغاز و اردشیر یکم آن را تمام کرده‌است. لبه غربی و جنوبی بنای اصلی دارای کنگره‌ای بوده که حالت شاخ و سر گاو نری را داشته‌است. تیلیا مرمت‌گر تخت جمشید و همسرش چند عدد از این کنگره‌ها را در پایین تخت‌گاه از زیر خاک بیرون آورده و سر جایشان نصب کرده‌اند. تعبیر این کنگره‌های کله گاوی روشن نیست و این که جان‌پناه بوده‌اند یا نماد، هنوز نامشخص است.

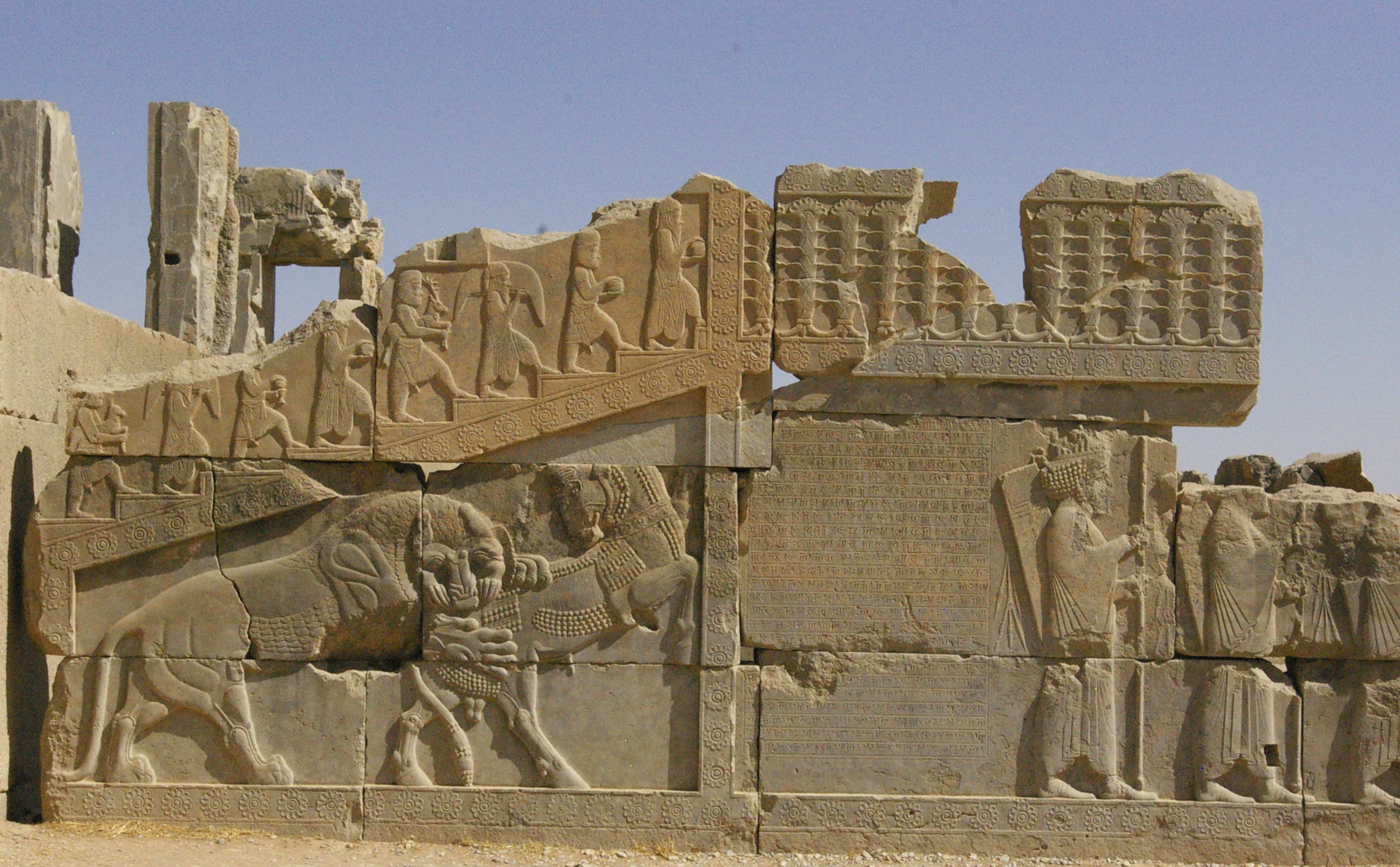
دیواره‌ای از کاخ ه با کتیبه اردشیر یکم